# Samail
Samail è una città dell'Oman nella regione di Ad Dakhiliyah.